# نبرد تادلا
نبرد تادلا یک نبرد در سپتامبر ۱۵۵۴ در تادلا، مراکش میان علی ابوحسون، آخرین حاکم دودمان وطاسیان و محمد الشیخ از دودمان سعدیان بود.

## پیش‌زمینه
در سال ۱۵۴۵ حاکم وطاسی در شمال مراکش، ابو حسون تسلیم سلطان عثمانی شد و خود و مملکتش را یک تبعه عثمانی معرفی کرد. با این وجود عثمانی‌ها نتوانستند در جنگ دخالت کنند و فاس را به رقیب سعدی جنوبی خود از دست دادند.
پس از شکست خوردن علی ابو حسون به الجزیره تحت کنترل امپراتوری عثمانی فرار کرد و او را به پناهندگی پذیرفتند.
او توانست با کمک عثمانی‌ها باری دیگر فاس را فتح کند. او به عنوان سلطان فاس جایگذاری شد و با ینی‌چریها و یک ارتش الجزیره‌ای حمایت می‌شد. حکومت دوباره وی بر مراکش تا سال ۱۵۵۴ میلادی ادامه یافت. در سال ۱۵۵۴ میلادی، در نبرد تادلا با کشته شدن علی ابو حسون حکومت وطاسیان خاتمه یافت.

## نبرد
علی ابو حسون در نبرد به دست سعدی‌ها کشته شد و این پایانی برای دودمان وطاسیان بود.
پس از نبرد، محمد الشیخ در ۱۳ سپتامبر ۱۵۵۴ وارد فاس شد و حاکم بی چون و چرای مراکش شد و سعدیان تنها حاکمان کشور شدند.